# Venus Life Finder Mission
Venus Life Finder Mission est une mission spatiale d'exploration de Vénus reposant sur une sonde spatiale de très petite taille (20 kilogrammes) dont l'objectif est de rechercher des traces de vie organique dans la partie tempérée de l'atmosphère de cette planète. Sa mise en orbite par un lanceur léger Electron doté d'un étage supérieur Photon, est planifiée pour fin 2024. Le projet fait partie d'une série de trois missions d'ambition croissante rassemblées sous l'intitulé Venus Life Finder et consacrées à l'étude d'habitabilité de l'atmosphère de Vénus. Ces missions sont développées et financées par le Massachusetts Institute of Technology.

## Contexte et objectifs scientifiques
À l'issue d'une étude internationale de 18 mois portant sur l'habitabilité de l'atmosphère de Vénus et en partie financée par la société Breakthrough Initiatives, une équipe du Massachusetts Institute of Technology a décidé de développer trois missions à coût réduit et de complexité croissante baptisées Venus Life Finder (VLF). Les motivations à l'origine de ce projet sont la mise au point de technologies permettant d'obtenir des instruments scientifiques plus avancés et de taille plus réduite. Or Vénus pourrait héberger des formes de vie dans son atmosphère du fait de sa température compatible avec celles-ci et l'existence de nombreuses anomalies dans la chimie de Vénus. Les missions vénusiennes de la NASA et de l'Agence spatiale européenne sélectionnées en 2020 (VERITAS, DAVINCI+ et EnVision, plus généralistes, ne sont pas conçues pour étudier cette question.
Venus Life Finder Mission est la première mission et la plus simple de la série. Les deux autres sondes spatiales comprennent un ballon pour une étude in situ approfondie de l'atmosphère et une mission de retour d'échantillons. Les objectifs de Venus Life Finder Mission sont les suivants : 
- Rechercher la présence de molécules organiques (sans toutefois avoir la capacité de les identifier) dans les couches nuageuses de l'atmosphère de Vénus situées entre 48 et 60 kilomètres d'altitude (pression d'environ 1 bar).
- Déterminer la forme et l'indice de réfraction des particules présentes dans les nuages.

## Caractéristiques techniques
La sonde spatiale a une masse de 20 kilogrammes et emporte une charge utile d'une masse d'environ un kilogramme. Celle-ci est constituée principalement par un néphélomètre (AFN) à fluorescence qui, en excitant avec un laser l'atmosphère de Vénus, doit permettre de déterminer la présence de molécules organiques. L'instrument est conçu pour fonctionner à une fréquence supérieure à 1 hertz. Il pourra ainsi échantillonner jusqu'à 300 à 15 000 particules par seconde en générant 2 000 octets de données par seconde. La sonde spatiale emporte également des instruments permettant de mesurer la température, la pression et l'altitude. Le corps de la sonde est conçu pour résister à la température de rentrée atmosphérique. Il comprend deux moitiés : une partie avant conique (angle de 45°) et une partie arrière hémisphérique. Un revêtement ablatif recouvre sa surface.

### L'étage Photon
La sonde spatiale est placée en orbite par le lanceur léger Electron surmonté d'un étage Photon. Ce dernier est chargé de modifier l'orbite basse initiale pour placer la sonde spatiale sur une trajectoire interplanétaire à destination de Vénus mais doit également assurer les fonctions de support tout au long de la mission. Il fournit de l'énergie grâce à ses panneaux solaires et dispose d'une capacité de changement de vitesse de 4 km/s. Il est stabilisé 3 axes à l'aide de moteurs à gaz froid et comporte un système de communications fonctionnant en bande S et en bande X. La propulsion est assurée par un moteur baptisé Hyper Curie qui peut être allumé à plusieurs reprises. Celui-ci brûle un mélange d'ergols hypergoliques et est alimenté par mise sous pression des réservoirs. Cet étage doit être utilisé pour deux missions interplanétaire de la NASA : le CubeSat CAPSTONE à destination de  la Lune lancé le 28 juin 2022 et les sondes spatiales jumelles EscaPADE qui doivent se placer en orbite autour de la planète Mars en 2024.

## Description de la mission
La mission doit être lancée fin 2024 ou début 2025 par une micro-fusée Electron équipée d'un étage Photon qui sera chargé d'amener la sonde spatiale jusqu'à Vénus. Le lanceur Electron doit placer l'étage Photon et la sonde spatiale sur une orbite de parking terrestre basse et circulaire. L'étage Photon est allumé une première fois pour placer la sonde spatiale sur une orbite elliptique puis est rallumé à chaque passage à l'apogée pour relever l'altitude tout en maintenant le périgée à la même valeur. Cette méthode permet de placer finalement la sonde spatiale sur une trajectoire interplanétaire à destination de Vénus. Cinq mois après le lancement, le module Photon injecte la sonde spatiale sur une trajectoire de rentrée dans l'atmosphère de Vénus sous un angle compris entre 10 et 30°. La sonde spatiale, après avoir pénétré dans l'atmosphère de Vénus à grande vitesse à l'abri d'un bouclier thermique et avoir ralenti, disposera de 330 secondes pour analyser la couche atmosphérique. Après une phase de décélération violente accompagnée d'un fort échauffement d'une durée de 100 secondes, la sonde spatiale pénètre dans les nuages. 275 secondes après le début de la descente, elle commence à recueillir des données sur leur composition. Environ 180 secondes plus tard, elle quitte la couche de nuages et commence à transmettre les données scientifiques recueillies directement à la Terre en bande S via son antenne hémisphérique. Une solution de secours utilisant comme relais l'étage Photon est étudiée. La sonde spatiale doit se poser sur le sol environ 3500 secondes après le début de la descente.
La sonde spatiale emporte une charge utile de 1 kilogramme constituée par un néphélomètre qui recherchera les molécules organiques présentes dans l'atmosphère. La mission est financée par le constructeur néo-zélandais du lanceur Rocket Lab et l'instrument est conçu par une équipe scientifique du MIT.

### Sources
- (en) Richard French et al., « Rocket Lab Mission to Venus », Aerospace, vol. 9, no 8,‎ 13 août 2022 (DOI 10.3390/aerospace9080445, lire en ligne)Caractéristiques techniques du lanceur et de la sonde spatiale, déroulement de la mission.
- (en) Sara Seager et al., « Venus Life Finder Missions Motivation and Summary », Aerospace, vol. 9, no 7,‎ juillet 2022 (DOI 10.3390/aerospace9070385, lire en ligne)Justification et objectifs des missions de recherche de la vie sur Vénus.
- (en) Sara Seager et al., « Venus Life Finder Mission Study », arXiv,‎ décembre 2021, p. 1-111 (lire en ligne)Étude d'une mission spatiale ayant pour objectif la recherche de forme de vie sur Vénus.